# Katastrofa (piosenka)
Katastrofa – utwór z repertuaru zespołu Skaldowie, skomponowany przez Andrzeja Zielińskiego do tekstu Wojciecha Młynarskiego. Stanowi hybrydę rhythm and bluesa, soulu, jazzu, z odrobiną rocka progresywnego, a także z miejscami orientalnie brzmiącą linią melodyczną. Zmieszanie tych gatunków, jak również silne wyeksponowanie organów Hammonda, czy gitary basowej, jest wynikiem fascynacji brzmieniem muzyki amerykańskiej, którą zespół przeżywał po powrocie z tournée po Stanach Zjednoczonych, jesienią 1969 roku. Kompozycja po raz pierwszy zarejestrowana została w styczniu 1970 roku, podczas sesji nagraniowych do czwartego albumu zespołu – "Od wschodu do zachodu słońca". Nie zachowały się informacje dotyczące koncertowych wykonań tego utworu w owym czasie. Po latach sięgnęła po niego Natalia Kukulska, wykonując go wraz ze Skaldami, podczas ich jubileuszowego koncertu z okazji 50 urodzin zespołu, w Gdowie, 9 sierpnia 2015 roku.
Utwór rozpoczyna się pojedynczym uderzeniem gongu. Następnie wchodzi organowe ostinato, któremu towarzyszy rytmiczna, synkopowana partia gitary basowej. Zwrotki śpiewa solo Jacek Zieliński, inspirując się nieco techniką wokalistów soulowych, w refrenach natomiast obaj bracia śpiewają linię melodyczną, zdecydowanie naznaczoną skalami orientalnymi, przeplataną początkowo akcentami sekcji rytmicznej, później natomiast przy gęstym akompaniamencie instrumentów perkusyjnych i organów Hammonda, gdzie w grze Andrzeja Zielińskiego wyczuwalne są wyraźne nawiązania do stylu Jimmy'ego Smitha. Po drugim refrenie następuje powtórzone kilkakrotnie, do wyciszenia, parlando Jacka Zielińskiego, złożone z pierwszych słów utworu – "Nad każdym wisi katastrofa", stanowiące rodzaj przestrogi, które w końcu ustępuje miejsca wirtuozowskiej solówce organów Hammonda, na tle złożonego, jazzowego akompaniamentu sekcji rytmicznej.

## Muzycy biorący udział w nagraniu
- Andrzej Zieliński – organy Hammonda, śpiew;
- Jacek Zieliński – śpiew, instrumenty perkusyjne;
- Konrad Ratyński – gitara basowa;
- Jerzy Tarsiński – gitara;
- Jan Budziaszek – perkusja, gong, kongi;